# Apraxie
Apraxie is het onvermogen om complexe handelingen uit te voeren, die niet terug te voeren zijn op een parese, sensibiliteitsstoornissen, ataxie of bewustzijnsstoornissen.
In sommige gevallen kan de patiënt een complexe handeling wel imiteren nadat hij deze gezien heeft, maar kan vervolgens deze niet op commando uitvoeren op een later tijdstip. Een andere mogelijkheid is dat de patiënt onbewuste handelingen wél kan uitvoeren, maar bewúst ingezette bewegingen niet. Verstoorde articulatie komt vaak voor bij apraxie.
Apraxie kan zich ook beperken tot één enkel lichaamsdeel (bv. tongapraxie).
Apraxie komt voor als symptoom van verschillende ziektebeelden en stoornissen, zoals: syndroom van Rett, mentale retardatie, organische stoornissen en organische psychosyndromen.